# Olevsk
Olevsk (ucraniano: Оле́вськ) es una ciudad de Ucrania perteneciente al raión de Korosten en la óblast de Zhytómyr.
En 2019, la ciudad tenía una población de 10 389 habitantes. Es sede de un municipio que abarca tres asentamientos de tipo urbano (Dibrova, Druzhba y Novoozerianka), 51 pueblos y 2 sélyshcha. Estas 56 localidades añaden más de veinte mil habitantes a la población municipal.
Recibe su nombre de Oleg de Drelinia, quien fundó el asentamiento a finales del siglo X. Después de que los tártaros atacaran Kiev en 1240, la localidad y sus alrededores fueron lugar de asentamiento de refugiados de la zona del Dniéper, ya que los tártaros evitaban atacar las zonas pantanosas de Polesia; en este contexto, Olevsk se fortificó con un castillo. Tras pasar a formar parte de la República de las Dos Naciones, Vladislao IV le concedió en 1641 el Derecho de Magdeburgo, con un mercado semanal y dos ferias al año; sin embargo, la mayoría ucraniana de la localidad estaba descontenta con los gobernantes polaco-lituanos, por lo que en 1648 los campesinos mataron al señor feudal, en el contexto de la rebelión de Jmelnytsky. En la partición de 1793 pasó a formar parte del Imperio ruso. Recuperó el estatus de ciudad en 2003.
Se ubica a orillas del río Ubort, a medio camino entre Kórosten y Sarny sobre la carretera E373.